# Kabinbaneolyckan i Tbilisi 1990
Kabinbaneolyckan i Tbilisi 1990 var en olycka med en kabinbana som inträffade i Tbilisi, dåvarande huvudstad i Georgiska SSR, den 1 juni 1990. Minst 19 personer avled och 42 skadades till följd av olyckan.

## Olyckan
Olyckan involverade två kabiner på en linbanerutt mellan Rustaveliavenyn och berget Mtatsminda. Kabinen var på väg ner från bergets sluttning i närheten av Mtatsmindas pantheon. När det dragande repet plötsligt stannade slogs den nedre vagnen mot väggen vid den nedre stationen vilket ledde till att flera personer skadades. Samtidigt började den övre vagnen att okontrollerat rulla nerför i allt högre hastighet eftersom bromsarna inte fungerade. När kabinen nådde den nedre vagnens stödmast krockade den och det dragande repet som gått sönder slet kabinen itu vilket resulterade i att passagerare störtade fritt från en höjd av 20 meter ner mot hustak och mark. Minst 19 personer dog och ytterligare 42 skadades efter att ha hoppat ur den skenande kabinen. Merparten av de förolyckade var barn som firade "barnens dag". Några dagar tidigare hade standardgondolerna i Sovjet bytts mot större inköpta från Finland.